# Спикмэн, Николас Джон
Николас Джон Спикмэн (англ. Nicholas John Spykman, 13 октября 1893 — 26 июня 1943) — американский геополитик голландского происхождения. Отец концепции «сдерживания» и основатель классического реализма в американской теории международных отношений. Автор двух известных работ: «Американская стратегия в мировой политике» (1942) и «География мира» (1944). Основой его теории являлась идея «Римленда» как ключевой территории в мировой политике.

## Биография

### Ранние годы
Спайкмен родился 13 октября 1893 года в Амстердаме.
Учился в Делфтском и Каирском университетах.
В 1910-х годах большей частью работал журналистом в различных странах, а также служил дипломатическим помощником Нидерландов в Египте и Голландской Ост-Индии.

### Переезд в США и научная карьера
Около 1920 года приехал в Соединенные Штаты Америки и поступил в докторантуру Калифорнийского университета в Беркли. Получил степени бакалавра, магистра и в 1923 году защитил докторскую диссертацию. Темой его исследования, которую он впоследствии переработал для публикации, была жизнь и деятельность Георга Зиммеля.
С 1923 по 1925 год был преподавателем политологии и социологии университета, в котором учился.
Стал натурализованным гражданином Соединенных Штатов в 1928 году.
В 1925 году поступил в Йельский университет, где был доцентом кафедры международных отношений. Стал профессором (1928) и заведующим кафедрой международных отношений университета (1935).
В 1935 году стал соучредителем Йельского института международных исследований и был избран его первым директором. Занимал эту должность до 1940 года, когда оставил ее по болезни.

### Болезнь и смерть
Николас Спикмэн умер от сердечных осложнений 26 июня 1943 года в возрасте 49 лет в Нью-Хейвене, штат Коннектикут, в результате болезни почек, перенесенной в молодости.

## Личная жизнь
Был женат на Э. Спайкман, детской писательнице.

### Переводы на русский язык
- Спикмэн Н. Дж. География и внешняя политика. Часть первая / пер. с англ. М. Н. Грачева // Известия Тульского государственного университета. Гуманитарные науки. 2014. № 3. С. 165—177.
- Спикмэн Н. Дж. География и внешняя политика. Часть вторая / пер. с англ. М. Н. Грачева // Известия Тульского государственного университета. Гуманитарные науки. 2014. № 4. Ч. 1. С.171-182.
- Спикмэн Н. Дж. География и внешняя политика. Часть третья / пер. с англ. М. Н. Грачева // Известия Тульского государственного университета. Гуманитарные науки. 2016. № 2. С.52-64.
- Спикмэн Н. Дж. География и внешняя политика. Часть четвертая / пер. с англ. М. Н. Грачева // Известия Тульского государственного университета. Гуманитарные науки. 2018. № 1. С.51-64.
- Спикмэн Н. Дж. Политическая карта Евразии (глава из книги «География мира»). Часть 1 / пер. с англ. М. Н. Грачева // Вестник Российского государственного гуманитарного университета. Серия «Политология. История. Международные отношения. Зарубежное регионоведение. Востоковедение». 2015. № 1. С. 41-50.
- Спикмэн Н. Дж. Политическая карта Евразии (глава из книги «География мира»). Часть 2 / пер. с англ. М. Н. Грачева // Вестник Российского государственного гуманитарного университета. Серия «Политология. История. Международные отношения. Зарубежное регионоведение. Востоковедение». 2016. № 1(3). С. 49-56.